# Berijev

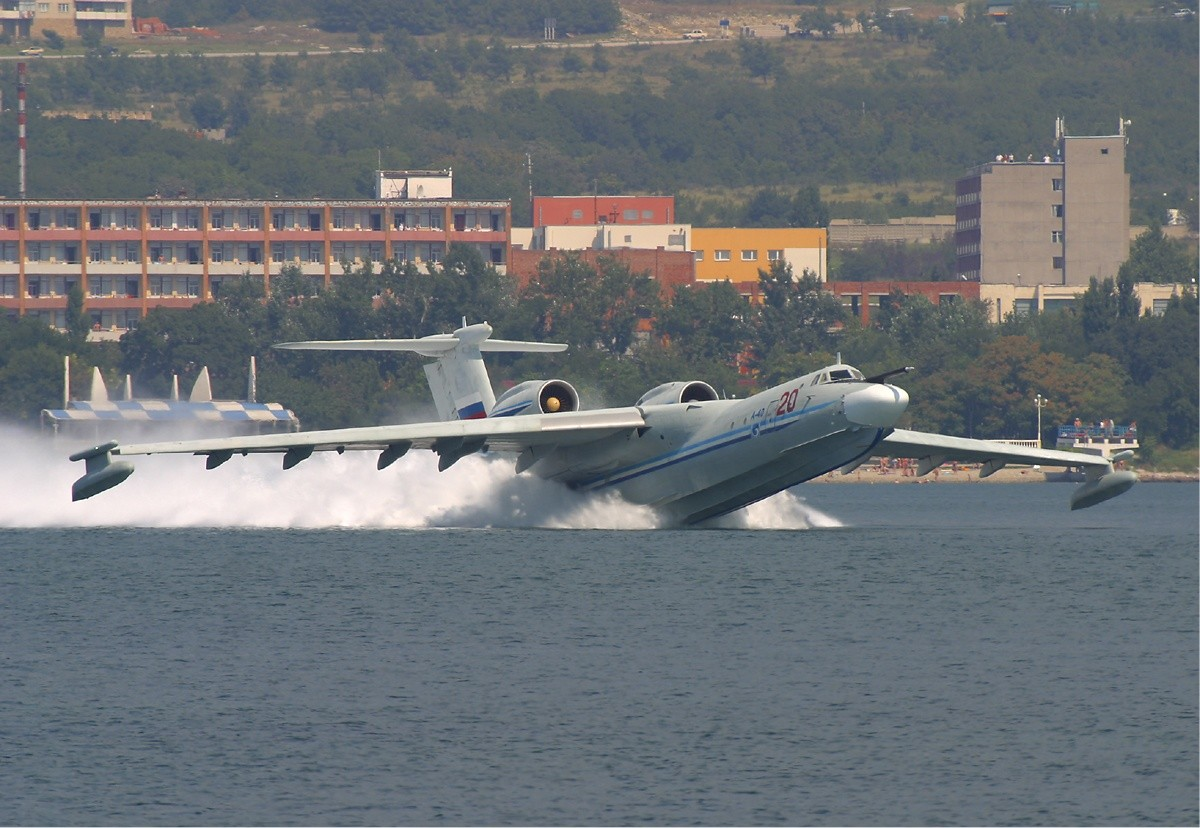
Berijev A-40

Berijev, dříve Konstrukční kancelář Berijev, je ruský letecký výrobce, který se zaměřuje na vývoj a výrobu obojživelných letadel. Zkonstruovaná nebo navržená letadla mají často tovární prefix Be. Firmu roku 1934 založil Georgij Berijev jako OKB-49. Sídlo společnosti je ve městě Taganrog. V současnosti má firma okolo 3 000 zaměstnanců.
Od roku 2006 je společnost součástí Sjednocené letecké korporace.